# Hermann Wesse
Hermann Karl Wilhelm Wesse (* 22. Januar 1912 in Düsseldorf; † 20. Oktober 1989 in Bad Hersfeld) war ein deutscher Psychiater, der sich an den NS-Krankenmorden in den 1930er und 1940er Jahren beteiligte. Er arbeitete in dieser Zeit an mehreren psychiatrischen Anstalten, unter anderem der Anstalt Andernach, der Anstalt Waldniel und dem Kalmenhof in Idstein. Im Unterschied zu den meisten anderen Tätern der nationalsozialistischen Euthanasie-Verbrechen, die, sofern sie nicht unmittelbar zum Tode verurteilt und auch hingerichtet wurden, weitgehend unbeschadet blieben, musste Wesse nach dem Krieg eine fast zwanzigjährige Haftstrafe verbüßen.

## Kindheit und Studium
Wesses Eltern waren Eugenie Küntsch und der Polizeianwärter Hermann Wesse, der kurz vor der Geburt des Jungen verstarb. Seine Eltern waren zu diesem Zeitpunkt zwar verlobt, aber noch nicht verheiratet. Er wuchs in der Folge unter der Vormundschaft seines Onkels auf. Erst 1918 durfte Wesse mit amtlicher Genehmigung den Nachnamen seines Vaters führen. Ab 1918 besuchte er in Düsseldorf die Volksschule und anschließend von 1922 bis 1931 die Oberrealschule am Fürstenwall, die er mit Abitur abschloss. 1931 begann er sein Studium der Medizin an der Universität Köln, das er zwischen 1932 und 1934 unterbrach, vermutlich aus finanziellen Gründen. Wesse behauptete nach dem Krieg, er habe das Studium unterbrechen müssen, weil sein Vater gestorben sei. Eventuell verstarb sein Onkel, der für ihn vielleicht eine Vaterfigur darstellte. Dies lässt sich heute allerdings nicht mehr nachvollziehen.
Am 1. April 1933 trat er in die NSDAP ein, von der er 1934 eine finanzielle Zuwendung erhielt, die ihm die Fortsetzung seines Studiums ermöglichte. 1936 bestand Wesse sein Physikum in Köln, setzte danach sein Studium an der Medizinischen Akademie Düsseldorf fort, wo er 1939 sein Staatsexamen bestand. Wesse war ab 1933 auch Mitglied der SA und hatte bei der NSDAP die Funktion eines Politischen Leiters inne.

## Arzt in psychiatrischen Anstalten und Beteiligung an den NS-Krankenmorden

### Heil- und Pflegeanstalt Bedburg-Hau
Am 17. Juli 1939 wurde er als Medizinalpraktikant an der Heil- und Pflegeanstalt Bedburg-Hau eingestellt. Am 25. September 1939 erhielt er rückwirkend zum 1. September 1939, dem Tag des Überfalls auf Polen, seine Bestallung. Ende 1939 wurde ihm eine Volontärarztstelle gegeben, unter dem Aspekt, dass bereits viele Anstaltsärzte zur Wehrmacht eingezogen waren.
In Bedburg-Hau wurde er Zeuge der größten Massendeportation von Euthanasieopfern der NS-Euthanasieverbrechen. In der Anstalt sollte ein Marinelazarett eingerichtet werden. Im März 1940 wurden innerhalb einer Woche die rund 2200 Patienten von einer angereisten Ärztegruppe überprüft. In der Folgewoche wurden von diesen 1742 Menschen verlegt, die meisten direkt zur Ermordung in den Tötungsanstalten Grafeneck und Brandenburg.

### Provinzial-Heil- und Pflegeanstalt Andernach
Faktisch wurden die Anstaltsärzte in Bedburg-Hau nach der Mordaktion nicht mehr benötigt, weswegen Wesse am 22. April 1940 in die Provinzial-Heil- und Pflegeanstalt Andernach versetzt wurde. Wesse, der zu diesem Zeitpunkt bereits verlobt war, lernte hier seine spätere Frau, die Assistenzärztin Hildegard Irmen kennen. Aufgrund der bestehenden Verlobung, erregte die Liebschaft zu Irmen in der Anstalt Aufsehen.
Irmen wurde im Juli 1941 von Andernach in die Anstalt Johannistal versetzt, wo sie nach einer Einarbeitungszeit die Männerabteilung in der Außenstelle Waldniel übernahm. Ein Zusammenhang zu der Beziehung zu Wesse ist nicht zu erkennen. Sie lernte hier den Mediziner Georg Renno kennen, der dort die im Oktober 1941 eingerichtete Kinderfachabteilung leitete und freundete sich mit diesem an. Renno hatte zu diesem Zeitpunkt bereits als stellvertretender Leiter der Tötungsanstalt Hartheim an der Tötung von 18.000 Menschen mitgewirkt.
Wesse besuchte Irmen hier regelmäßig an den Wochenenden. Sie hatten sich zwischenzeitlich verlobt. Die Möglichkeit für beide wieder ein gemeinsames Leben zu führen, bot sich im Dezember 1941, kurz vor ihrer Hochzeit. Auf Vorschlag von Renno setzte der Reichsausschuß zur wissenschaftlichen Erfassung von erb- und anlagebedingten schweren Leiden Hermann Wesse als Nachfolger bzgl. der Leitung der Kinderfachabteilung Waldniel ein. Vorgängig absolvierte er auf Antrag des zuständigen Dezernenten für die Rheinprovinz Walter Creutz eine Ausbildung bei Hans Heinze an der Kinderfachabteilung in der Landesanstalt Görden und verbrachte darauf sechs Monate an der Rheinischen Landesklinik für Jugendpsychiatrie in Bonn.

### Provinzial-Heil- und Pflegeanstalt Johannistal – Kinderfachabteilung Waldniel
Endgültig versetzt wurde er am 1. Oktober 1942 nach Waldniel. Bereits am Folgetag unterzeichnete er seine erste Todesbescheinigung.
Nach der Schließung der Kinderfachabteilung Waldniel war Wesse ab Juli 1943 bei Werner Catel an der Universitätskinderklinik Leipzig tätig, einem Zentrum der Kindereuthanasie. Ebenso war seine Frau nach Leipzig versetzt worden. In diese Zeit fällt auch seine vermeintliche Promotion.
Wesse, der mit Schreiben vom 22. Februar 1942 vorläufig wegen Sonderverwendung bei der Kanzlei des Führers als unabkömmlich (u.k.) eingestuft worden war und daher nicht zur Wehrmacht einberufen werden konnte, musste am 3. Dezember 1943 bei der Stabskompanie Sanitäts-, Ersatz- und Ausbildungsabteilung II in Bückeburg einrücken. Vom 19. Dezember 1943 bis zum 22. Februar 1944 absolvierte er die Grundausbildung beim Grenadier-Ersatz-Bataillon 588 in Hannover. Er wurde danach wieder zur Stabskompanie II nach Bückeburg versetzt und dann der 14. Flak-Division in Leipzig zugeordnet. Am 7. März 1944 wurde er wieder wegen einer U.k.-Stellung aus der Wehrmacht entlassen.
Danach leitete er die Kinderfachabteilung in Uchtspringe. In Uchtspringe war auch seine Frau tätig.

### Kalmenhof Idstein

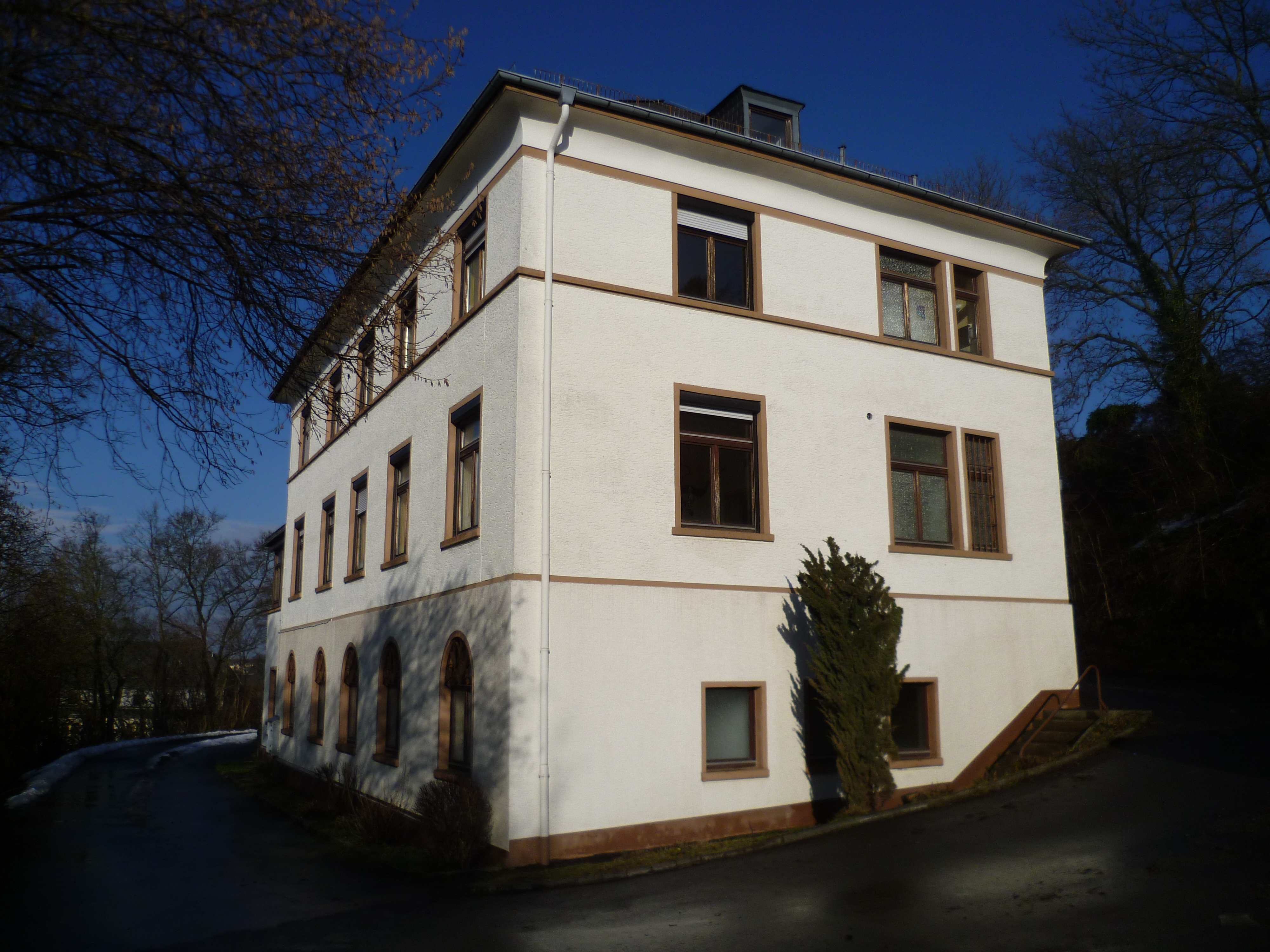
Das ehemalige Krankenhaus am Kalmenhof, in dem die Kinderfachabteilung eingerichtet war

Am 10. Mai 1944 trat er als Nachfolger von Mathilde Weber die Stelle als Leiter der Kinderfachabteilung im Idsteiner Kalmenhof an. Bereits am 12. Mai 1944, also zwei Tage nach seinem Dienstantritt, verfasste er ein Schreiben an Richard von Hegener. Er bat darum, dass Reichsausschußkinder nach Idstein verlegt werden sollen, da vor Ort keine vorhanden waren. Er bat also seinen Auftraggeber um die Übersendung von Todeskandidaten zur Ermordung. (Für die Ermordung eines Menschen wurde dem jeweiligen Täter im Kalmenhof bis September 1944 5,00 RM ausgezahlt, der Betrag wurde später halbiert.) Ihm wurde mitgeteilt, dass er sich diesbezüglich an Landesrat Fritz Bernotat wenden solle. Bernotat wies Wesse an, sich „mit dem zu begnügen, was da ist“ und über die örtlichen Kinder Gutachten zu erstellen. In Idstein waren zu diesem Zeitpunkt allerdings keine Kinder mit geistigen oder körperlichen Behinderungen, sondern sog. "Fürsorgezöglinge" untergebracht, die als sozial auffällig galten. Beispielhaft für die Vorgehensweise Wesses ist der Fall der aus Frankfurt am Main stammenden Ruth Pappenheimer, die als "sozial nicht angepasste Jugendliche" im Kalmenhof untergebracht worden war. Dieser Fall spielte beim späteren Kalmenhof-Prozess gegen (u. a.) Hermann Wesse eine relevante und prozessentscheidende Rolle.

## Prozess, Verurteilung und Klärung des Doktorgrades
Mit dem Einmarsch der US-Armee am 28. März 1945 in Idstein übernahm die Besatzungsmacht den Kalmenhof. Wesse wurde zunächst festgenommen und in seiner etwa halbjährigen Haft mehrfach verlegt. Danach wurde er entlassen, vermutlich vor dem Hintergrund, dass die Amerikaner in das System der Krankentötungen zum damaligen Zeitpunkt noch keinen Einblick hatten. Er zog daraufhin zunächst zu seiner Frau nach Düsseldorf und kam am 8. September 1946 auf Veranlassung der Staatsanwaltschaft Frankfurt erneut in Haft. Am 30. Januar 1947 wurde Wesse vom Landgericht Frankfurt im Kalmenhof-Prozess wegen Mordes in 25 Fällen zum Tod verurteilt. Das Oberlandesgericht Frankfurt verwarf am 16. April 1948 die Revision und bestätigte somit das Urteil.
Am 24. November 1948 folgte die Verurteilung zu lebenslanger Haft Wesses durch das Landgericht Düsseldorf wegen seiner Verbrechen in der Anstalt Waldniel. Am 23. Juli 1949 wurde die Revision dieses Verfahrens am Oberlandesgericht Köln verworfen, wodurch sich auch dieses Urteil bestätigte.
Da mit dem Inkrafttreten des Grundgesetzes am 23. Mai 1949 die Todesstrafe abgeschafft war, wurde das Todesurteil aus dem Kalmenhof-Prozess vom hessischen Ministerpräsidenten in eine lebenslange Haftstrafe umgewandelt.
Hermann Wesse wird in zeitgenössischen Schriftstücken mit Doktorgrad ausgewiesen, den er während seiner Zeit in Leipzig erworben hätte. Im Zuge der Prozesse zeigte sich jedoch, dass er zwar ein Thema für eine Promotion bekommen hatte, die entsprechende Arbeit allerdings nie anfertigte. Er selbst hatte hierzu in den Jahren 1948 und 1949 widersprüchliche Aussagen gemacht, jedoch gab er schließlich im Rahmen einer Befragung für die Oberstaatsanwaltschaft Düsseldorf zu, nie promoviert worden zu sein. Entsprechend ist die Ausweisung eines Doktorgrades, wie sie sich in den seinerzeitigen Unterlagen und auch heute noch vielfach in der Fachliteratur findet, falsch.

## Haftzeit
Nach der Verurteilung im Kalmenhof-Prozess trat er seine Gefängnisstrafe in der Justizvollzugsanstalt Ziegenhain an. Aufgrund einer Tuberkuloseerkrankung folgte die Verlegung in das Gefangenenhospital Marburg am 21. November 1947, wo er bis November 1949 blieb. Im Anschluss kam er in die Strafanstalt Kassel-Wehlheiden, wo er mindestens bis 1953 blieb. Spätestens ab März 1955 befand er sich wieder in der JVA Ziegenhain.
Hans Stempel, Kirchenpräsident in Rente und dem Vorstand der Stillen Hilfe angehörend, setzte sich für eine Begnadigung Wesses ein. Wesses Ehefrau stellte zwei Gnadengesuche, eines am 20. November 1952 und ein zweites am 4. Mai 1953. Beide wurden negativ beschieden. Insgesamt trübte sich das Verhältnis zwischen den beiden Ehepartnern ein. Wahrscheinlich steht dies im Zusammenhang damit, dass Hildegards Strafverfahren wegen ihrer Verbrechen 1953 eingestellt wurde und sie von diesem Zeitpunkt an eine Zukunft ohne Belastungen durch Vergangenheit, Haft oder Gerichtsverfahren anstrebte. Nach dem Scheitern des zweiten Gnadengesuchs brach jeglicher Kontakt zwischen den Eheleuten ab. Am 27. Juni 1956 wurde die Ehe mit Hildegard Wesse, aus der zwei Kinder stammten, durch das Landgericht Marburg-Lahn geschieden.
Auch seine Mutter stellte zwei Gnadengesuche, eine Cousine ein weiteres nach dem Tod der Mutter am 10. September 1958. Die Ministerpräsidenten Hessens und Nordrhein-Westfalens reduzierten auf dem Gnadenweg nochmals Wesses Reststrafen auf 15 bzw. 12 Jahre.
Die Angaben zur Haftentlassung Wesses sind in der Fachliteratur unterschiedlich. Andreas Kinast datiert die Entlassung auf den 1. Januar 1965. Laut Ernst Klee wurde Wesse am 5. September 1966 aufgrund von Vollzugsuntauglichkeit aus der Haft entlassen. Die unterschiedlichen Daten könnten mit den beiden unterschiedlichen Prozessen in Verbindung stehen. Die Reststrafe wurde ihm im März 1968 erlassen.
Am 13. September 1966 heiratete Wesse erneut. Am 1. Februar 1967 trat er eine Stelle im medizinisch-pharmazeutischen Werk Braun in Melsungen an. Am 11. Juni 1971 zog das Ehepaar von Ziegenhain nach Bad Hersfeld, wo beide auch verstarben. Die Ehe blieb kinderlos.

## Motivation zur Tätigkeit als Euthanasie-Arzt
Viele Mitverantwortliche verstanden es zeit ihres Lebens, ihre eigene Schuld zu verschleiern und als stillen Widerstand auszulegen, ja sogar darauf zu verweisen, sie hätten nur mitgemacht, um noch Schlimmeres zu verhindern. Unter anderem gehört Wesses Frau Hildegard zu diesem Personenkreis. In diesem Zusammenhang gibt es nur wenige Kommentare zu Hermann Wesse; sie beschreiben ihn aber immer als skrupellos und zeigen an, er habe sein Mordhandwerk, ohne zu zögern, begangen. Solche Aussagen umgibt natürlich der Verdacht, dass es Schutzbehauptungen sind, um von eigener Schuld abzulenken.
Nach Kinast darf Wesses Verhalten nicht beschönigt oder gar gebilligt werden. Allerdings müssen einige Aspekte bedacht werden, um dieses Verhalten sachgerecht neutral zu bewerten.
Einer dieser Aspekte ist die generelle Propaganda zur Zeit des Nationalsozialismus seit der Einführung des Gesetzes zur Verhütung erbkranken Nachwuchses, in deren Folge in vielen Lebensbereichen – von Schule über Filme bis hin zum Medizinstudium – die Bevölkerung mit Kosten von Geisteskranken, „Rassenhygiene“ usw. erzogen wurde.
Sicher konnte Wesse angesichts seiner Erlebnisse in Bedburg-Hau auch darin sein, dass Erwachsenenpsychiatrie ein Beruf ohne Zukunft sei, da alle Patienten irgendwann getötet seien. Demgegenüber war in der Kinderpsychiatrie davon auszugehen, dass hier ein kontinuierlicher Patientennachschub vorhanden ist.
Ganz sicher stehen aber auch persönliche Erwägungen mit seiner Entscheidung im Zusammenhang: so unter anderem die räumliche Nähe zu seiner Frau, der nicht unerhebliche Zusatzverdienst und die Karrieremöglichkeiten. Zudem muss bedacht werden, dass viele Ärzte seines Alters in die Wehrmacht eingezogen wurden und unmittelbar an der Front in Feldlazaretten dienten, er mit einer solchen Stellung allerdings als „u.k.“, als unabkömmlich und somit von der Wehrmacht freigestellt galt.
Andreas Kinast geht in seinem Aufsatz auch davon aus, dass ihn auch seine Frau nachdrücklich beeinflusst hat. Sie hatte den entsprechenden Kontakt zu Georg Renno. Renno selbst hatte in einem 1997 von dem österreichischen Journalisten Walter Kohl geführten Interview über Wesse gesagt, er habe sich „krampfhaft bemüht“, Wesse zu überreden. Letztlich sei die Tatsache, dass Hildegard und Hermann Wesse zusammenziehen wollten, der entscheidende Faktor gewesen.
So scheint Wesse – zumindest anfangs keineswegs skrupellos – den Weg des geringsten Widerstandes gegangen zu sein, der ihm die meisten Vorteile bot, als er zum Mörder wurde. Im Gegensatz zu seiner Frau hat Wesse im Rahmen der folgenden juristischen Aufarbeitung und seiner Haft Reue für seine Taten bekundet und gezeigt.

„Aktiver Wille und betonte Energie scheinen wohl nicht die charakteristischen Eigenschaften des Wesse zu sein […] Wesse gehört offenbar zu den Leuten, welche gewöhnt sind, ihre Entschließungen und Handlungen von dem stärkeren Willen anderer abhängig zu machen. Dieses Bedürfnis, sich führen zu lassen, ist wohl letzten Endes psychologisch auch die tiefste Ursache seiner strafbaren Handlung. Seine willensmäßige Unselbsständigkeit ist anscheinend in seiner Erziehung begründet: Denn von klein auf bis zum Abschluß seines Studiums lebte er unter der straffen Zucht eines Polizeimeisters alter Schule, welcher als Onkel und Vormund seinen vor Wesses Geburt verstorbenen Vater ersetzte, auch finanziell. Unter diesem strengen Regiment wurde Wesse daran gewöhnt, nach fremdem Willen zu handeln […] Anschließend stand er unter dem Einfluß seiner Braut, welche bereits im Euthanasie-Programm eingesetzt war. Seine Rekrutenausbildung beim Militär mit der totalen Gehorsamspflicht konnte auch nicht dazu beitragen, das Selbstgefühl zu heben.“